# Mint 400

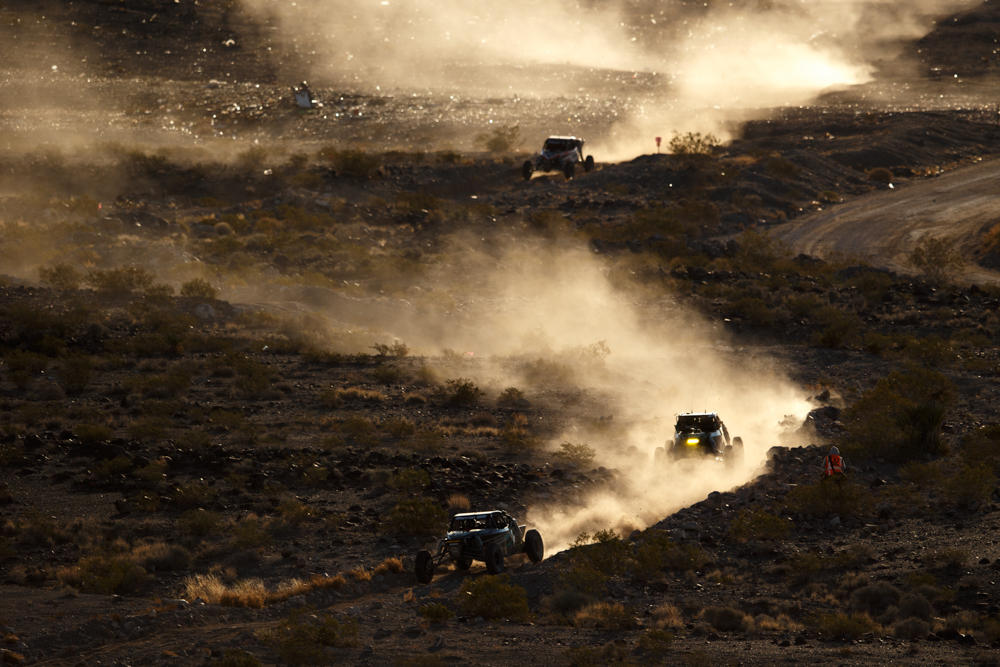
Das Mint 400 (2017)

Das Mint 400 ist ein Motocrossrennen für Motorräder, Buggys, Automobile und Trucks. Es findet seit 1968 jährlich auf einem 100-Meilen-Rundkurs (bis 2012: 400-Meilen-Rundkurs) in der Wüste um Las Vegas statt. Nach der Übernahme des Mint Hotels durch das Binion’s Horseshoe im Jahr 1988 konnte man sich nicht über die Details zur Fortführung des jährlichen Rennens einigen. Daher pausierte die Veranstaltung fast 20 Jahre von 1990 bis 2007 und findet seit 2008 wieder regelmäßig statt. Das Mint 400 wurde vom langjährigen Hotelier Del Webb gesponsert. 
Berühmt ist das Rennen durch Hunter S. Thompsons Buch von 1971, auf dem der gleichnamige Film Fear and Loathing in Las Vegas (deutsch „Angst und Schrecken in Las Vegas“) basiert.